# برنامه‌های سرمایه‌گذاری مهاجر
برنامه‌های سرمایه‌گذاری مهاجر (انگلیسی: Immigrant investor programs) برنامه‌ای است به منظور جذب سرمایه خارجی و اهالی کسب و کار که با ارائه مشوقهایی از جمله اعطای حق اقامت و شهروندی، برای کسانی است که مایل به سرمایه‌گذاری هستند. این برنامه‌ها شامل شهروندی در ازای سرمایه‌گذاری، ویزای طلایی و پاسپورت طلایی می‌شوند.

## شرح
بسیاری از کشورها از۲۰۰۶ برنامه‌هایی مشابه با برنامه ویزای ای‌بی-۵ ایالات متحده اجرا می‌کنند که به سرمایه گذاران خارجی اقامت اعطا می‌نماید. هدف این برنامه‌ها، افزایش سرمایه‌گذاری مستقیم خارجی در هر کشور با ارائه مشوق‌هایی برای کسانی است که مایل به سرمایه‌گذاری قابل ملاحظه‌ای هستند. الزامات این برنامه‌های سرمایه‌گذاری مهاجر در کشورهای مختلف متفاوت است. وضعیت اقامتی که به سرمایه‌گذاران داده می‌شود نیز در کشورهای مختلف متفاوت است. برخی از کشورها به سرمایه‌گذاران اقامت دائم کامل اعطا می‌کنند در حالی که برخی دیگر تنها اقامت مشروط اعطا می‌نمایند.

## برنامه سرمایه‌گذار مهاجر کانادایی
سرمایه گذاران خارجی می‌توانند اقامت کانادایی را از طریق برنامه سرمایه‌گذار مهاجر فدرال به دست آورند. برخلاف برنامه‌های سرمایه‌گذار مهاجر بسیاری از کشورهای دیگر، سرمایه‌گذاران به محض اتمام برنامه سرمایه‌گذار مهاجر فدرال اقامت دائم دریافت می‌کنند.سرمایه گذاران باید مبلغ۸۰۰٫۰۰۰ دلار کانادا را سرمایه‌گذاری کنند تا واجد شرایط برنامه سرمایه‌گذار مهاجر شوند. این سرمایه‌گذاری توسط اداره شهروندی و مهاجرت کانادا (CIC) مدیریت شده و به منظور تسهیل رشد اقتصادی در استان‌های کانادا مورد استفاده قرار می‌گیرد. سرمایه‌گذاران باید حداقل ارزش خالص ۱٫۶۰۰٫۰۰۰ دلار کانادا داشته باشند تا در این برنامه شرکت کنند. طول مدت سرمایه‌گذاری ۵ سال و ۲ ماه است. کل مبلغ سرمایه‌گذاری، بدون بهره، در پایان این دوره به سرمایه‌گذار برگردانده می‌شود. در ۲۰۱۵ دولت کبک اعلام کرد حداکثر ۱۷۵۰ درخواست برای برنامه سرمایه‌گذاری مهاجر طی ۵ تا ۲۰ ژانویه ۲۰۰۵ پذیرفته‌است. در حال حاضر یک سقف ۷۰۰ متقاضی برای برنامه سرمایه‌گذار مهاجر فدرال وجود دارد. در حال حاضر آنقدر تعداد درخواست‌ها برای برنامه سرمایه‌گذار مهاجر فدرال زیاد شده‌است که یک صف انتظار حدود ۱۲ ساله را برای پردازش درخواست‌های جدید به وجود آورده‌است.

## برنامه سرمایه‌گذاری مهاجر مالت
سرمایه گذاران مهاجر می‌توانند اقامت دائم مالت را از طریق روادید سرمایه‌گذار به دست آورند. الزامات بسیاری وجود دارد که باید برای صدور روادید سرمایه‌گذار برآورده شود. متقاضی باید یک سرمایه‌گذاری به مبلغ ۸۷۰٫۰۰۰ دلار با سهم غیرقابل استرداد ۷۰۰٫۰۰۰ را در یک کسب و کار جدید مالت انجام دهد. علاوه بر این، برنامه‌های کاربردی از کشورهایی که تحریم بین‌المللی به آن‌ها اعمال می‌شود. پذیرفته نیست و با تصمیم سیاست دولتی برنامه‌های کاربردی یک کشور خاص می‌تواند حذف شود.

## برنامه سرمایه‌گذاری مهاجر استرالیا
استرالیا به سرمایه‌گذاران خارجی فرصت مهاجرت به این کشور را از طریق روادید سرمایه‌گذار خود می‌دهد. برخلاف برنامه ویزای ای‌بی-۵ ایالات متحده که منجر به اقامت دائم می‌شود، روادید سرمایه‌گذار استرالیا تنها به مهاجران خارجی چهار سال اقامت موقت می‌دهد. دارنده روادید می‌تواند در پایان دوره اقامت مشروط برای انواع روادیدهای دیگر که می‌تواند منجر به اقامت دائم شود درخواست بدهد. متقاضیان برای اینکه واجد شرایط روادید سرمایه‌گذار شوند، باید مبلغ ۱٫۵۰۰٫۰۰۰ دلار استرالیا را در یک شرکت استرالیایی که در آن سهام مالکیت دارند سرمایه‌گذاری کنند. سرمایه‌گذاران باید کمتر از ۴۵ سال سن داشته و دارایی خالص آن‌ها باید ۲٫۲۵۰٫۰۰۰ دلار استرالیا باشد. سرمایه‌گذاران همچنین باید سطح حرفه‌ای تسلط به زبان انگلیسی را داشته باشد. آن‌ها همچنین باید حداقل ۳ سال در زمینه مدیریت کسب و کار تجربه داشته و باید سابقه کسب و کار مثبتی داشته باشند. سرمایه‌گذاری برای مدت چهار سال طول می‌کشد.

## روادید سرمایه‌گذاری درجه ۱ انگلستان
سرمایه گذاران مهاجر می‌توانند وضعیت اقامت در انگلستان را با اخذ روادید سرمایه‌گذاری درجه ۱ به دست آورند. اگر چه روادید سرمایه‌گذاری درجه ۱ تنها اقامت دائم اعطا می‌کند، دارندگان روادید درجه ۱ پس از داشتن این روادید به مدت ۵ سال می‌توانند برای اقامت دائم درخواست دهند. سرمایه‌گذاران مهاجر باید مبلغ ۱ میلیون پوند سرمایه‌گذاری کنند تا واجد شرایط روادید سرمایه‌گذاری درجه ۱ شوند. از این میزان، ۷۵۰٬۰۰۰ پوند باید اوراق قرضه دولت بریتانیا، سرمایه وام، یا سرمایه سهم را در یک شرکت ثبت شده فعال بریتانیایی سرمایه‌گذاری کند. ۲۵۰٬۰۰۰ پوند باقی مانده را می‌تواند در هر نهاد تجاری بریتانیای که سرمایه‌گذار می‌خواهد سرمایه‌گذاری شود. متقاضیان همچنین باید شرایط زبان انگلیسی مورد نیاز را داشته و باید حداقل نیمی از وقت خود را در طول سه دوره سرمایه‌گذاری در بریتانیا صرف کنند.

## رتبه‌بندی کشورها
کشورهایی که در رتبه‌بندی برنامه‌های سرمایه‌گذاری مهاجر درصدر قرار دارند عبارتند از کشورهای مالت، قبرس، پرتغال، استرالیا، انگلستان، ایالات متحده، کانادا، آنتیگوآ و باربودا، سنت کیتس و نویس، اسپانیا، لتونی، موناکو، بلغارستان، اوکراین، گراندا، آبخاز، سنت لوسیا، استرالیا، هنگ کنگ، سنگاپور و دومینیکا.